# HD 111597
HD 111597 är en misstänkt dubbelstjärna  belägen i den norra delen av stjärnbilden Kentauren som också har Bayer-beteckningen p Centauri. Den har en skenbar magnitud av ca 4,90 och är svagt synlig för blotta ögat där ljusföroreningar ej förekommer. Baserat på parallax enligt Gaia Data Release 2 på ca 8,6 mas, beräknas den befinna sig på ett avstånd på ca 380 ljusår (ca 116 parsek) från solen. Den rör sig bort från solen med en heliocentrisk radialhastighet på ca 4 km/s. Stjärnan är en tänkbar medlem i föreningen Sco OB2 av stjärnor med gemensam egenrörelse.

## Egenskaper
Primärstjärnan HD 111597 A är en blå till vit stjärna i huvudserien av spektralklass B9 V. Den har en radie som är ca 3 solradier och har ca 182 gånger solens utstrålning av energi från dess fotosfär vid en effektiv temperatur av ca 10 000 K.
HD 111597 är en misstänkt astrometrisk dubbelstjärna.